# Elvis Vásquez
Elvis Vásquez (24 de octubre de 1989, Quito, Pichincha, Ecuador) es un futbolista ecuatoriano. Juega de volante mixto y su actual equipo es el Macará de la Serie B de Ecuador.

## Trayectoria
Hace las formativas con el Club Social y Deportivo Universidad Tecnológica Equinoccial. Su debut en el fútbol profesional se remite a 2010, año en el que se da su primera aparición en el primer equipo de UTC en Primera Categoría. En 2011 ficha por Técnico Universitario de Ambato, club con el que conseguiría el campeonato de la Serie B de Ecuador y el ascenso a la serie de privilegio del fútbol ecuatoriano.

## Clubes
| Club                  | País    | Año             |
| --------------------- | ------- | --------------- |
| UTC                   | Ecuador | 2009 - 2010     |
| Técnico Universitario | Ecuador | 2011 - 2013     |
| Mushuc Runa           | Ecuador | 2014            |
| Macará                | Ecuador | 2015 - Presente |

## Palmarés

### Campeonatos nacionales
| Título               | Club                  | País    | Año  |
| -------------------- | --------------------- | ------- | ---- |
| 2.ª Categoría        | UTC                   | Ecuador | 2009 |
| Copa Credife Serie B | Técnico Universitario | Ecuador | 2011 |
| Serie B              | Macará                | Ecuador | 2016 |